# Bergenia
Genre
Classification phylogénétique
Bergenia est un genre de plantes à fleurs de la famille des Saxifragaceae composée de dix espèces communément appelées bergénie ou encore plante des savetiers car la plante entière, riche en composés tannants et en arbutine, pouvait servir aux savetiers pour le tannage du cuir.
Les jeunes fleurs du Bergenia dégagent une odeur anisée étonnante, proche du pastis.
La plante possède la particularité d'attirer les escargots sous son feuillage.
Elles sont originaires du centre de l'Asie, de l'Afghanistan à la Chine.
Le genre Bergenia (étroitement lié aux genres Mukdenia, Astilboides, Oresitrophe et Rodgersia) a été nommé en 1794 par Conrad Moench pour rendre hommage au botaniste et médecin allemand Karl August von Bergen.

## Description
Ce sont des plantes vivaces, herbacées, rassemblées en touffes serrées, de 50 cm de haut. Elles poussent sur un rhizome rampant, gros, épais et enveloppé par les gaines de la base de feuilles.
Les feuilles plus ou moins persistantes, coriaces, basales en rosette, simples, lustrées, portent un pétiole court, gros et embrassant à la base. La marge est entière, crénelée ou dentée. La plus grande partie de l'année, les feuilles ont une couleur vert brillant, mais dans les climats plus frais, elles passent au rouge ou au bronze à l'automne.
Les fleurs sont groupées dans une cyme. Les fleurs sont pentamères, formées de 5 sépales érigés soudés à la base, 5 pétales libres blancs, roses, rouges ou pourpres, 10 étamines, ovaire supère, 2 (ou 3) carpelles connés (soudés à la base), 2 styles.
Le fruit est une capsule bi- ou tri-oculaire.

## Espèces
Selon The Plant List et Calalogue of Life :
- Bergenia ciliata  (Haw.) Sternb.
- Bergenia crassifolia (L.) Fritsch (1889). Il existe de nombreux synonymes dont  Bergenia cordifolia (Haw.) Sternb., "Bergénie cordée" ou "Bergénie à feuilles en forme de cœur" (traduction du latin cordifolia) qui est la plante la plus cultivée dans les jardins, surtout le cultivar Bergenia cordifolia 'Purpurea'.
  - variété Bergenia crassifolia var. pacifica (Kom.) Kom. ex Nekr
- Bergenia emeiensis C.Y.Wu ex J.T.Pan
- Bergenia hissarica Boriss.
- Bergenia pacumbis (Buch.-Ham. ex D.Don) C.Y.Wu & J.T.Pan, syn. Bergenia ligulata
- Bergenia purpurascens (Hook.f. & Thomson) Engl, mesure 12 à 16 cm de haut et a des fleurs rouge carmin. Les feuilles sont de forme ovale.
- Bergenia scopulosa T.P. Wang
- Bergenia stracheyi (Hook.f. & Thomson) Engl
- Bergenia tianquanensis J.T. Pan
- Bergenia ugamica V.N. Pavlov

Selon NCBI (24 nov. 2018) :
- Bergenia ciliata
- Bergenia crassifolia
  - variété Bergenia crassifolia var. cordifolia
- Bergenia emeiensis
- Bergenia hybrid cultivar
- Bergenia ligulata
- Bergenia pacumbis
- Bergenia purpurascens
- Bergenia scopulosa
- Bergenia stracheyi

## Culture
Les Bergenia sont des plantes rustiques qui peuvent pousser dans des climats extrêmes avec des gammes de température allant de −35 °C à 45 °C. Elles préfèrent le soleil, mais se développeront aussi (parfois sans fleurir) dans les zones ombragées.
Elles mesurent jusqu'à 70 cm en hauteur et en largeur. Elles poussent bien dans la plupart des sols, mais un sol riche en humus et humide est préférable (veiller à ne pas trop enrichir le sol en azote pour faciliter la floraison). Les sols secs ont tendance à stopper la croissance.
Les Bergenia peuvent être plantés au printemps ou à l'automne. Pour les propager, on peut diviser les rhizomes à la fin de l'hiver.
Dans les zones de grand froid, de vents forts en hiver, la protection contre le vent peut être nécessaire.

## Utilisation
- Horticole

Les Bergenia sont des plantes souvent utilisées en rocaille comme couvre-sol, souvent à l'ombre. Cette vivace ne craint ni le froid ni les sols pauvres, au contraire, cela renforce ses couleurs. Elles ont l'avantage d'être très robustes et de produire une jolie floraison rose dès la fin d'hiver et jusqu'au milieu du printemps.
- Médicinale

Parmi les métabolites secondaires des Bergenia, on trouve :
1. Bergenine (en), ou cuscutine, un O-glycoside de 4-O-methyl gallic acid, très abondant dans les Saxifragacées et les Euphorbiacées. La molécule a une activité anti-hépatite C in vitro.
2. Gallotanins : les tanins sont utilisés dans les processus de teinture des fibres de coton, dans la conservation des métaux ferreux, dans la clarification de la bière etc.
3. Acide gallique, un acide-phénol
4. Stigmastérol, un phytostérol
5. β-sitostérol, un phytostérol
6. Catéchol (catéchine), diminue le stress oxydatif induit par le plomb.
7. (+)-afzéléchol, un autre flavan-3-ol
8. Arbutine ou arbutoside hydroquinone β-D-glucopyranoside, inhibe la formation de la mélanine.